# Georges Audemars
Georges Audemars de Lausanne, va ser un químic suís que, cap a l'any 1855, inventà la primera seda artificial, raió. (nitrat de cel·lulosa). Va ficar una agulla en la polpa d'escorça de morera líquida (escollida potser perquè els cucs de la seda s'alimenten de les fulles de la morera) i goma de cautxú per fer-ne fils. El mètode, que Audemars va patentar, resultava massa lent per a ser pràctic i la nitrocel·lulosa és altament inflamable).
La indústria moderna del raió no va començar fins 1884, quan el Comte Hilaire Chardonnet patentà el seu mètode de seda artificial.